# Kil (gmina Nacka)
Kil – miejscowość (tätort) w Szwecji, w regionie administracyjnym (län) Sztokholm, w gminie Nacka.
Według danych Szwedzkiego Urzędu Statystycznego liczba ludności wyniosła: 861 (31 grudnia 2015), 993 (31 grudnia 2018) i 1024 (31 grudnia 2019).